# Whisper 4 : La Légende de la guerrière
Pour les articles homonymes, voir Whisper.
Série
Whisper 3 : La Chevauchée sauvage
(2017) Whisper 5 : Le grand ouragan
(2021)
Pour plus de détails, voir Fiche technique et Distribution.
Whisper 4 : La Légende de la guerrière (Ostwind: Aris Ankunft) est un film allemand réalisé par Theresa von Eltz, sorti en 2019.

## Synopsis
Maria, Sam et Kaan font à nouveau équipe alors que le haras Gut Kaltenbach est en difficulté financière.

## Fiche technique
- Titre : Whisper 4 : La Légende de la guerrière
- Titre original : Ostwind: Aris Ankunft
- Réalisation : Theresa von Eltz
- Scénario : Lea Schmidbauer
- Photographie : Florian Emmerich
- Montage : Sandy Saffeels
- Production : Ewa Karlström et Andreas Ulmke-Smeaton
- Société de production : Fresco Film Services et SamFilm Produktion
- Pays :  Allemagne
- Genre : Drame
- Durée : 102 minutes
- Dates de sortie : 
  -  Allemagne : 28 février 2019

## Distribution
- Luna Paiano : Ari
- Marion Alessandra Becker : Marianne
- Meret Becker : Britta
- Hanna Binke : Mika
- Amber Bongard : Fanny Schleicher
- Detlev Buck : Dr. Anders
- Timo Dierkes : M. Dotterweich
- Lili Epply : Isabell Herburg
- Cornelia Froboess : Maria Kaltenbach
- Michael A. Grimm : M. Fältskog
- Ruth Hamm : le médecin
- Thomas Helm : Yuri l'infirmier
- Lisa Karlström : Mme. Ulveaus
- Nina Kronjäger : Elisabeth Schwarz
- Marvin Linke : Samuel Kaan
- Henriette Morawe : Tinka Anders
- Tilo Prückner : M. Kaan
- Sabin Tambrea : Thordur Thorvaldson

## Box-office
Le film a enregistré 760 676 d'entrées au box-office allemand. 